# لس باریس د بوربا
لس باریس د بوربا (به اسپانیایی: Los Barrios de Bureba) یک شهرستان در اسپانیا است.